# Aalestrup Naturefterskole
Aalestrup Naturefterskole er en efterskole for unge i 9. og 10. klasse med interesse for heste, jagt, friluftsliv, golf eller lystfiskeri.
Skolen er oprettet i 1997 og ligger i Himmerland ved Simested Å. Folkeskolens Afgangsprøver er obligatoriske. Skolen er ikke tilknyttet særlige organisationer eller religiøse fundamenter. Hverdagen bygger på tillid, faglighed og frihed under ansvar. Skolen har bl.a. egne ridebaner og ridehal og fiskeret i åen. Eleverne bor på to- og tremandsværelser og enkelte firemandsværelser i 5 større elevhuse, som hver har plads til 20-22 elever.